# Arthur Vermeeren
Arthur Vermeeren, né le 7 février 2005 à Lierre en Belgique, est un footballeur international belge qui joue au poste de milieu de terrain au RB Leipzig.

## Biographie

### En club
Né à Lierre en Belgique, Arthur Vermeeren commence le football au Lierse SK puis il est notamment formé par le KV Malines avant de rejoindre le Royal Antwerp FC.

#### Royal Antwerp FC
Le 11 août 2022, Vermeeren joue son premier match en professionnel lors d'une rencontre qualificative pour la Ligue Europa Conférence 2022-2023 face au Lillestrøm SK. Il entre en jeu à la place de Pieter Gerkens et son équipe s'impose par deux buts à zéro. Dès sa première saison en professionnelle, le jeune milieu de terrain s'installe en équipe première en devenant titulaire et en s'imposant comme un joueur essentiel et est alors considéré comme l'un des joueurs belges les plus prometteurs. Le 8 février 2023, il prolonge son contrat avec l'Antwerp jusqu'en juin 2026, récompensant ainsi ses prestations depuis plusieurs semaines.
Le 30 avril 2023, Arthur Vermeeren est titularisé lors de la finale de la coupe de Belgique face à son ancien club, le KV Malines. Il participe au sacre de son équipe qui, s'imposant par deux buts à zéro, remporte le quatrième titre de son histoire dans cette compétition,.
Il inscrit son premier but professionnel face au Club Bruges KV, le 14 mai 2023 lors de la 3e journée des play-offs 1, permettant ainsi à l'Antwerp de remporter la victoire (3-2) à l'ultime seconde de la rencontre et de renforcer ainsi sa place de leader dans la course au titre à trois journées du terme.

#### Atlético de Madrid
Le 26 janvier 2024, lors du mercato hivernal, Arthur Vermeeren rejoint l'Espagne afin de s'engager en faveur de l'Atlético de Madrid. Il signe un contrat de six ans et demi, soit jusqu'en juin 2030,.

#### RB Leipzig
Le 26 août 2024, Arthur Vermeeren rejoint le RB Leipzig sous la forme d'un prêt d'une saison, avec obligation d'achat en fonction du nombre de matchs joués. 
Il joue son premier match pour Leipzig le 31 août 2024, lors d'une rencontre de championnat face au Bayer Leverkusen en entrant en jeu en fin de rencontre à la place de Benjamin Henrichs. Son équipe l'emporte par trois buts à deux ce jour-là.
Ayant disputé suffisamment de rencontres avec Leipzig, l'option d'achat est activée mi-janvier et le club allemand acquiert définitivement le joueur au terme de la saison lors du mercato estival.

### En sélections nationales

#### Avec les équipes de jeunes
Arthur Vermeeren représente l'équipe de Belgique des moins de 17 ans entre 2021 et 2022, jouant un total de dix matchs. Avec cette sélection, il participe notamment au championnat d'Europe des moins de 17 ans en 2022. Lors de ce tournoi organisé en Israël, il est titulaire lors des trois matchs de son équipe, qui est éliminée dès la phase de groupe avec un bilan d'un nul, une défaite et une victoire.
Appelé par Jacky Mathijssen, il aurait dû connaître sa première sélection avec les espoirs pendant l'Euro 2023 mais il est finalement contraint à renoncer à la suite d'une blessure. Le 1er septembre 2023, le nouveau sélectionneur, Gill Swerts, le convoque à nouveau. Il connaît sa première titularisation en espoirs le 11 septembre contre le Kazakhstan où il réalise la passe décisive du seul but du match (victoire 1-0). 

#### Avec l'équipe A
Le 9 octobre 2023, à la suite du forfait de Leandro Trossard, il est appelé par Domenico Tedesco  et est ajouté à la sélection pour les deux prochaines rencontres des Diables Rouges en Autriche et contre la Suède. Le 13 octobre 2023, il joue ses premières minutes avec les Diables rouges en entrant au jeu à la 87e minute dans une fin de match face à l'Autriche (victoire 2-3),.

#### Euro 2024
Le 28 mai 2024, il est retenu parmi les 25 joueurs belges convoqués pour participer à l'Euro 2024 et dispute ainsi son premier tournoi international majeur. Il ne participe néanmoins à aucune des quatre rencontres disputées par les Belges.

## Statistiques

### En club
| Saison                | Club                  | Championnat           | Championnat | Championnat | Championnat | Coupe(s) nationale(s) | Coupe(s) nationale(s) | Coupe(s) nationale(s) | Supercoupe | Supercoupe | Supercoupe | Compétition(s) continentale(s) | Compétition(s) continentale(s) | Compétition(s) continentale(s) | Compétition(s) continentale(s) | Autres compétitions | Autres compétitions | Autres compétitions | Autres compétitions | Total | Total | Total |
| Saison                | Club                  | Division              | M.          | B.          | P.d.        | M.                    | B.                    | P.d.                  | M.         | B.         | P.d.       | Comp.                          | M.                             | B.                             | P.d.                           | Comp.               | M.                  | B.                  | P.d.                | M.    | B.    | P.d.  |
| 2022-2023             | Young Reds            | Nationale 1           | 6           | 1           | 0           | -                     | -                     | -                     | -          | -          | -          | -                              | -                              | -                              | -                              | -                   | -                   | -                   | -                   | 6     | 1     | 0     |
| 2022-2023             | Royal Antwerp FC      | Division 1A           | 20          | 0           | 1           | 6                     | 0                     | 0                     | -          | -          | -          | C4                             | 2                              | 0                              | 0                              | PO1                 | 6                   | 1                   | 1                   | 34    | 1     | 2     |
| 2023-2024             | Royal Antwerp FC      | Division 1A           | 21          | 1           | 3           | 2                     | 0                     | 0                     | 1          | 0          | 0          | C1                             | 8                              | 1                              | 3                              | -                   | -                   | -                   | -                   | 32    | 2     | 6     |
| Sous-total            | Sous-total            | Sous-total            | 41          | 1           | 4           | 8                     | 0                     | 0                     | 1          | 0          | 0          | -                              | 10                             | 1                              | 3                              | -                   | 6                   | 1                   | 1                   | 66    | 3     | 8     |
| 2023-2024             | Atlético de Madrid    | Liga                  | 5           | 0           | 0           | 0                     | 0                     | 0                     | -          | -          | -          | C1                             | 0                              | 0                              | 0                              | -                   | -                   | -                   | -                   | 5     | 0     | 0     |
| 2024-2025             | RB Leipzig (prêt)     | Bundesliga            | 28          | 0           | 2           | 4                     | 0                     | 0                     | -          | -          | -          | C1                             | 7                              | 0                              | 0                              | -                   | -                   | -                   | -                   | 39    | 0     | 2     |
| 2025-2026             | RB Leipzig            | Bundesliga            | -           | -           | -           | 0                     | 0                     | 0                     | -          | -          | -          | -                              | -                              | -                              | -                              | -                   | -                   | -                   | -                   | 0     | 0     | 0     |
| Sous-total            | Sous-total            | Sous-total            | 28          | 0           | 2           | 4                     | 0                     | 0                     | -          | -          | -          | -                              | 7                              | 0                              | 0                              | -                   | -                   | -                   | -                   | 39    | 0     | 2     |
| Total sur la carrière | Total sur la carrière | Total sur la carrière | 80          | 2           | 6           | 12                    | 0                     | 0                     | 1          | 0          | 0          | -                              | 17                             | 1                              | 3                              | -                   | 6                   | 1                   | 1                   | 116   | 4     | 10    |

### En sélections nationales
| Saison                | Sélection             | Phases finales        | Phases finales | Phases finales | Phases finales | Éliminatoires CDM | Éliminatoires CDM | Éliminatoires CDM | Éliminatoires EURO | Éliminatoires EURO | Éliminatoires EURO | Ligue des Nations | Ligue des Nations | Ligue des Nations | Matchs amicaux | Matchs amicaux | Matchs amicaux | Total | Total | Total |
| Saison                | Sélection             | Compétition           | M              | B              | Pd             | M                 | B                 | Pd                | M                  | B                  | Pd                 | M                 | B                 | Pd                | M              | B              | Pd             | M     | B     | Pd    |
| --------------------- | --------------------- | --------------------- | -------------- | -------------- | -------------- | ----------------- | ----------------- | ----------------- | ------------------ | ------------------ | ------------------ | ----------------- | ----------------- | ----------------- | -------------- | -------------- | -------------- | ----- | ----- | ----- |
| 2023-2024             | Belgique              | Euro 2024             | 0              | 0              | 0              | -                 | -                 | -                 | 1                  | 0                  | 0                  | -                 | -                 | -                 | 3              | 0              | 0              | 4     | 0     | 0     |
| 2024-2025             | Belgique              | -                     | -              | -              | -              | -                 | -                 | -                 | -                  | -                  | -                  | 2                 | 0                 | 0                 | -              | -              | -              | 2     | 0     | 0     |
| Total sur la carrière | Total sur la carrière | Total sur la carrière | 0              | 0              | 0              | -                 | -                 | -                 | 1                  | 0                  | 0                  | 2                 | 0                 | 0                 | 3              | 0              | 0              | 6     | 0     | 0     |

### Matchs internationaux
| Matchs internationaux d'Arthur Vermeeren, | Matchs internationaux d'Arthur Vermeeren, | Matchs internationaux d'Arthur Vermeeren, | Matchs internationaux d'Arthur Vermeeren, | Matchs internationaux d'Arthur Vermeeren, | Matchs internationaux d'Arthur Vermeeren, | Matchs internationaux d'Arthur Vermeeren, | Matchs internationaux d'Arthur Vermeeren,                            |
| #                                         | Date                                      | Lieu                                      | Adversaire                                | Résultat                                  | Compétition                               | Club                                      | Notes                                                                |
| ----------------------------------------- | ----------------------------------------- | ----------------------------------------- | ----------------------------------------- | ----------------------------------------- | ----------------------------------------- | ----------------------------------------- | -------------------------------------------------------------------- |
| 1                                         | 13 octobre 2023                           | Stade Ernst-Happel, Vienne, Autriche      | Autriche                                  | V 3 - 2                                   | Éliminatoires de l'Euro 2024              | Royal Antwerp FC                          | Entre en jeu à la place de Johan Bakayoko à la 87e minute de jeu.    |
| 2                                         | 15 novembre 2023                          | Stade Den Dreef, Louvain, Belgique        | Serbie                                    | V 1 - 0                                   | Match amical                              | Royal Antwerp FC                          | Titulaire.                                                           |
| 3                                         | 23 mars 2024                              | Aviva Stadium, Dublin, Irlande            | République d'Irlande                      | N 0 - 0                                   | Match amical                              | Atlético de Madrid                        | Titulaire.                                                           |
| 4                                         | 5 juin 2024                               | Stade Roi Baudouin, Bruxelles, Belgique   | Monténégro                                | V 2 - 0                                   | Match amical                              | Atlético de Madrid                        | Titulaire.                                                           |
| 5                                         | 14 novembre 2024                          | Stade Roi Baudouin, Bruxelles, Belgique   | Italie                                    | D 0 - 1                                   | Ligue des nations 2024-2025               | RB Leipzig                                | Entre en jeu à la place de Arne Engels à la 71e minute de jeu.       |
| 6                                         | 17 novembre 2024                          | Bozsik Aréna (en), Budapest, Hongrie      | Israël                                    | D 0 - 1                                   | Ligue des nations 2024-2025               | RB Leipzig                                | Titulaire, remplacé par Albert Sambi Lokonga à la 67e minute de jeu. |

## Palmarès

### En club
|  |  | Royal Antwerp FC - Championnat de Belgique (1) : - Champion : 2023. - Coupe de Belgique (1) : - Vainqueur : 2023. - Supercoupe de Belgique (1) : - Vainqueur : 2023. |